# Sado (Fluss)
Der Sado ist ein Fluss in Portugal.

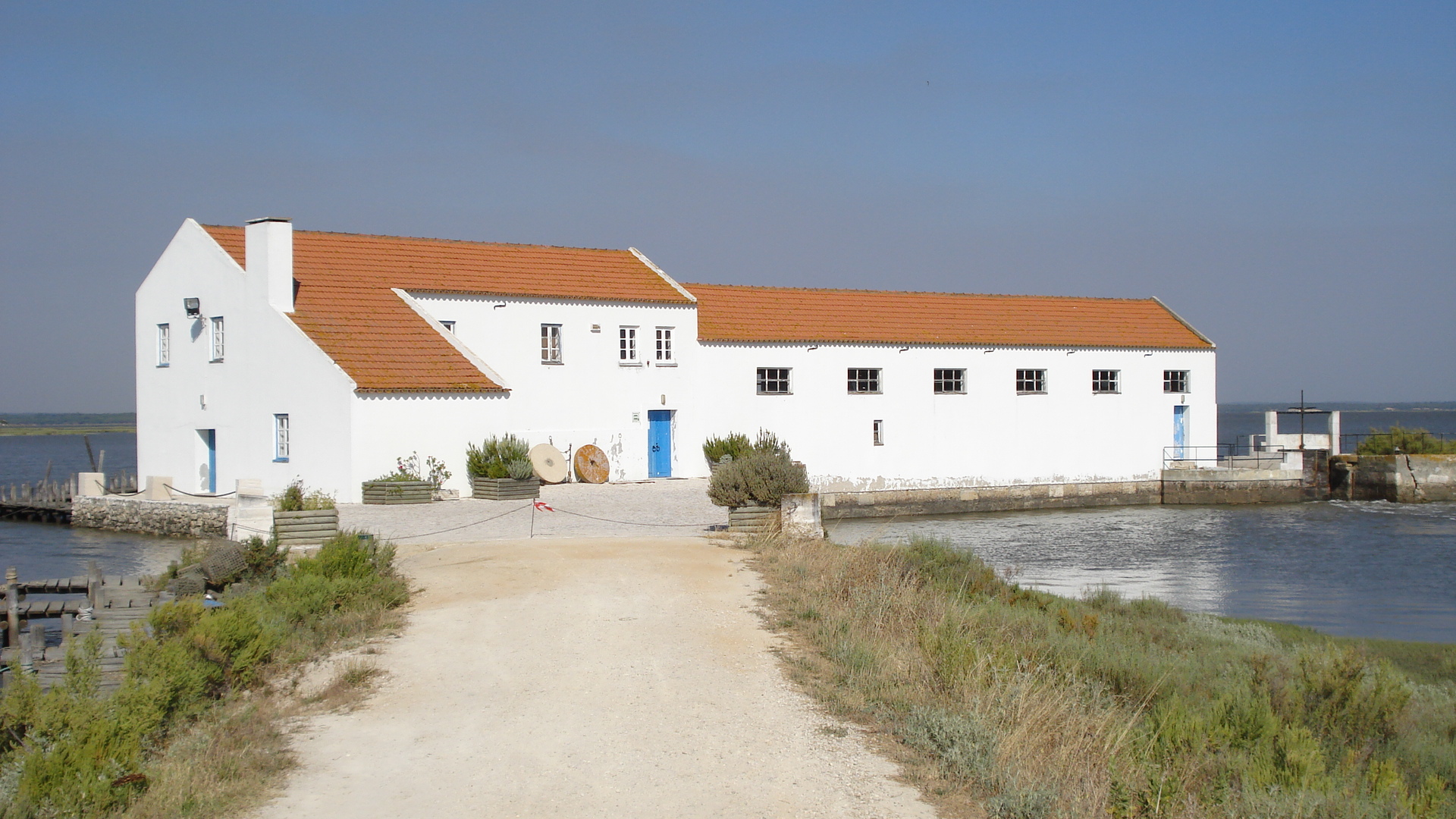
Gezeitenmühle

Die Quelle liegt im Gebirge Serra da Vigia. Von dort fließt der Sado etwa 180 Kilometer in überwiegend nördlicher Richtung und mündet bei der Stadt Setúbal südlich von Lissabon in den Atlantik.
Am Flussdelta des Sado liegt das Naturschutzgebiet Reserva Natural do Estuário do Sado, u. a. mit der Gezeitenmühle 'Moinho de Maré da Mourisca'.
Im Ästuar des Sado lebt eine Population der Delphinart des Großen Tümmlers.
Im Einzugsgebiet gibt es u. a. folgende Talsperren:
- Barragem de Água Industrial
- Águas Claras (Barranco do Morgado)
- Alvito (Odivelas)
- Campilhas (Campilhas)
- Daroeira (Messejana)
- Fonte Serne (Vale Diogo)
- Monte da Rocha (Sado)
- Odivelas (Odivelas)
- Pego do Altar (Alcáçovas)
- Barragem de Porches
- Rejeitados (Barranco do Morgado)
- Roxo (Roxo)
- Barragem da Tapada
- Vale do Gaio (Xarrama)

## Mumienfunde im Sado-Tal
In mesolithischen Muschelhügeln im Sado-Tal bei Vale de Romeiras wurden 1960 und 1962 die Überreste von dreizehn Leichnamen gefunden. Nach neuesten Erkenntnissen sind einige Leichen vor ihrer Bestattung vor etwa 8.000 Jahren auch schon in einem wesentlichen Teil der damaligen Bestattungspraktiken gezielt mumifiziert worden. Demzufolge wären diese Mumien dann auch die bislang ältesten bekannten künstlichen Mumien der Welt, und nicht wie bisher angenommen die etwa 7000 Jahre alten Mumien der Chinchorro-Kultur.